# Zach Bryan
Zachary Lane Bryan (Okinawa, 2 april 1996) is een Amerikaanse countryzanger en singer-songwriter.

## Biografie
Bryan werd geboren in Okinawa, Japan. Zijn ouders waren op dat moment in dienst bij de Amerikaanse marine. Hij groeide op in Oologah, Oklahoma. Op 14-jarige leeftijd kreeg hij zijn eerste gitaar en begon toen liedjes te schrijven. Toen hij 17 jaar was meldde hij zich bij de marine, net als zijn ouders. In zijn vrije tijd in dienst schreef hij tal van nummers. Zijn debuutalbum verscheen in 2019 onder de naam DeAnn, hij vernoemde het album naar zijn overleden moeder. Zijn tweede album Elisabeth kwam uit in 2020. Bryan maakte op 10 april 2021 zijn Grand Ole Opry debuut. Hij tekende een contract bij Warner Records om zijn muziek uit te brengen. Eind 2021 kondigde Bryan aan dat de Amerikaanse marine hem na acht jaar dienst eervol heeft ontslagen, om vervolgens zijn carrière in de muziek voort te zetten. Zijn derde album American Heartbreak, brengt hij op 20 mei 2022 uit. Zijn vierde album Zach Bryan verschijnt op 25 augustus 2023 en komt binnen op de 1de plaats in de Billboard 200. Het is Bryan's eerste nummer 1 album in de VS. Het vijfde studioalbum The Great American Bar Scene verschijnt nog geen jaar later op 4 juli 2024.

## Discografie

### Albums
Tussen haakjes totaal aantal weken in de lijst / * nog in de lijst
| Titel                                                 | Jaar       | Charts           | Charts          | VS Billboard Charts | VS Billboard Charts | Opmerkingen                                                   |
| Titel                                                 | Jaar       | NL Album Top 100 | VL Ultratop 200 | Billboard 200       | Top Country Albums  | Opmerkingen                                                   |
| ----------------------------------------------------- | ---------- | ---------------- | --------------- | ------------------- | ------------------- | ------------------------------------------------------------- |
| DeAnn                                                 | 24-08-2019 | -                | -               | 167 (5wk)           | -                   | VS: Goud / CA: Goud                                           |
| Elisabeth                                             | 08-05-2020 | -                | -               | 76 (61wk*)          | 17 (109wk*)         | CA: Goud                                                      |
| American Heartbreak                                   | 20-05-2022 | -                | -               | 5 (116wk*)          | 1 (1wk) (116wk*)    | VS: Platina / CA: Platina / NZ: Goud                          |
| All My Homies Hate Ticketmaster (Live from Red Rocks) | 25-12-2022 | -                | -               | 88 (2wk)            | 14 (6wk)            | Livealbum                                                     |
| Zach Bryan                                            | 25-08-2023 | -                | -               | 1 (2wk) (50wk*)     | 1 (5wk) (50wk*)     | VS: Platina / CA: Platina / AU: Goud / VK: Goud / NZ: Platina |
| The Great American Bar Scene                          | 04-07-2024 | 58 (1wk)         | 164 (2wk)       | 2 (6wk*)            | 1 (3wk) (6wk*)      | -                                                             |

### Ep's
Tussen haakjes totaal aantal weken in de lijst / * nog in de lijst
| Titel               | Jaar       | Charts           | Charts          | VS Billboard Charts | VS Billboard Charts | Opmerkingen                   |
| Titel               | Jaar       | NL Album Top 100 | VL Ultratop 200 | Billboard 200       | Top Country Albums  | Opmerkingen                   |
| ------------------- | ---------- | ---------------- | --------------- | ------------------- | ------------------- | ----------------------------- |
| Quiet, Heavy Dreams | 27-11-2020 | -                | -               | -                   | -                   | -                             |
| Summertime Blues    | 15-07-2022 | -                | -               | 34 (73wk*)          | 7 (108wk*)          | Live ep / VS: Goud / CA: Goud |
| Boys of Faith       | 22-09-2023 | -                | -               | 8 (17wk)            | 3 (46wk*)           | -                             |

### Singles
Tussen haakjes totaal aantal weken in de lijst / * nog in de lijst
| Titel                       | Jaar       | Charts    | Charts            | Charts         | VS Billboard Charts | VS Billboard Charts | VS Billboard Charts | Opmerkingen                                                                                        |
| Titel                       | Jaar       | NL Top 40 | NL Single Top 100 | VL Ultratop 50 | Hot 100             | Country Airplay     | Hot Country Songs   | Opmerkingen                                                                                        |
| --------------------------- | ---------- | --------- | ----------------- | -------------- | ------------------- | ------------------- | ------------------- | -------------------------------------------------------------------------------------------------- |
| Heading South               | 30-09-2019 | -         | -                 | -              | -                   | -                   | -                   | VS: 2× Platina / CA: 3× Platina / AU: 2× Platina / VK: Zilver / NZ: Platina                        |
| Oklahoma City               | 21-08-2020 | -         | -                 | -              | -                   | -                   | -                   | -                                                                                                  |
| From Austin                 | 25-02-2022 | -         | -                 | -              | -                   | -                   | 28 (17wk)           | VS: Platina / CA: Platina                                                                          |
| Highway Boys                | 25-03-2022 | -         | -                 | -              | -                   | -                   | 40 (3wk)            | VS: Goud / CA: Goud                                                                                |
| Late July                   | 12-04-2022 | -         | -                 | -              | -                   | -                   | 42 (1wk)            | -                                                                                                  |
| Something in the Orange     | 22-04-2022 | -         | -                 | -              | 10 (66wk)           | 20 (53wk)           | 1 (6wk) (63wk)      | VS: 7× Platina / CA: 9× Platina / AU: 8× Platina / VK: Goud / NZ: 4× Platina                       |
| Open the Gate               | 06-05-2022 | -         | -                 | -              | -                   | -                   | 48 (2wk)            | VS: Goud / CA: Goud                                                                                |
| Summertime Blues            | 07-07-2022 | -         | -                 | -              | -                   | -                   | 48 (1wk)            | -                                                                                                  |
| Burn, Burn, Burn            | 08-09-2022 | -         | -                 | -              | 93 (3wk)            | -                   | 24 (21wk)           | VS: Platina / CA: Platina                                                                          |
| Starved                     | 11-10-2022 | -         | -                 | -              | -                   | -                   | 43 (2wk)            | -                                                                                                  |
| The Greatest Day of My Life | 11-11-2022 | -         | -                 | -              | -                   | -                   | 43 (1wk)            | -                                                                                                  |
| Fifth of May                | 11-11-2022 | -         | -                 | -              | -                   | -                   | 30 (4wk)            | VS: Goud                                                                                           |
| Dawns                       | 27-01-2023 | -         | -                 | -              | 42 (20wk)           | -                   | 11 (20wk)           | met Maggie Rogers / VS: Platina / AU: Goud                                                         |
| I Remember Everything       | 08-09-2023 | -         | -                 | -              | 1 (1wk) (50wk*)     | 26 (24wk)           | 1 (20wk) (47wk*)    | met Kacey Musgraves / VS: 2× Platina / CA: 5× Platina / AU: Platina / VK: Platina / NZ: 2× Platina |
| Pink Skies                  | 24-05-2024 | -         | -                 | -              | 6 (11wk*)           | -                   | 3 (11wk*)           | met Watchhouse / CA: 2× Platina / AU: Platina                                                      |
| Purple Gas                  | 07-06-2024 | -         | -                 | -              | 69 (2wk)            | -                   | 19 (7wk*)           | met Noeline Hofmann                                                                                |